# Partido Peninsular de las Californias
El Partido Peninsular de las Californias, acrónimo PPC, fue un partido político estatal con sede en el estado de Baja California, fundado en 2014, obtuvo su registro en 2015 para participar en las Elecciones estatales de Baja California de 2016. El PPC fue un movimiento soberanista, separatista, que a través de la independencia de la península de Baja California busca formar una región autónoma de México. La independencia de la península es un movimiento similar al que existe en Quebec, Escocia, Galicia, País Vasco, Hong Kong, o Cataluña, donde existen partidos como el Esquerra Republicana de Catalunya o el partido Candidatura de Unidad Popular. Sustentado todo ello en la normatividad de la Organización de las Naciones Unidas, en su apartado de la libre autodeterminación de los Pueblos.

## Historia

### Antecedentes del movimiento independiente en Baja California
En 1911 Ricardo Flores Magón materializó la independencia de Baja California después de una lucha revolucionaria. Y después de 100 años, por primera vez en la región se forma un movimiento similar que institucionaliza y materializa la lucha independentista de Ricardo Flores Magón en el primer Partido Político con intereses separatistas que por medio de leyes y tratados busca defender la soberanía de Baja California. 

### Formación del Partido
El partido surge en 2014 luego de que ciudadanos que congenian con las ideas del grupo "República de Baja California", formado en 2013 para expresar el desacuerdo con las medidas centralistas que el gobierno federal encabezado por Enrique Peña Nieto ha ejercido, principalmente el aumento del IVA en zonas fronterizas, pasando del 11% al 16%, lo cual, de acuerdo a diversos sectores de la población en Baja California, ha afectado a la economía regional, por lo cual busca una mayor independencia económica, social, cultural y política del resto de la República Mexicana.El movimiento Asociación Democrática Ciudadana en las redes sociales cobró fuerza y tras diversas reuniones y asambleas en las que también participaron ex afiliados de otros partidos políticos en la región, decidieron construir el proyecto de hacer un partido político. Como Asociación Democrática Ciudadana, lograron reunir al número de personas requeridas para la solicitud ante el Instituto Electoral de Estado de Baja California. Tras varias asambleas en donde participaron más de 700 personas, en junio de 2015, el Partido Peninsular de las Californias obtuvo su registro como partido político estatal para participar por primera vez en  Elecciones estatales de Baja California de 2016.

## Doctrina Política
El partido ha basado su ideología en el nacionalismo de Baja California, buscando que la Península de Baja California tenga mayor independencia en la toma de decisiones legislativas debido a un conflicto de identidades entre esta región y el centro de México. El Partido asume la identidad política e ideológica representada en el sentir de los ciudadanos de Baja California, teniendo como objetivo principal buscar una mayor independencia política, económica, social y cultural para el Estado de Baja California,conforme al marco constitucional y legal vigente.

### Independencia de Baja California
Es necesario hace énfasis en la intención principal del Partido Peninsular de las Californias, es decir la independencia de toda la península (Baja California y Baja California Sur), así como su consolidación cómo país o región autónoma. La ideología del partido no queda solamente en el soberanismo, sino que cuenta con nacionalismo bajacaliforniano, que se ha extendido desde hace algunos siglos y que es retomado por los integrantes de este partido. El independentismo es el pilar de la doctrina política para que se lleve a cabo entonces, una agenda socialista progresista, que busca el equilibrio socioeconómico.

## Primeras elecciones
El Partido Peninsular de las Californias tuvo su primera participación en las Elecciones estatales de Baja California de 2016, con candidatos para los 5 Ayuntamientos y para renovar a los 25 Diputados al Congreso del Estado. 
Para ver los resultados de las elecciones, Véase Elecciones estatales de Baja California de 2016.